# Onorio Savelli, VII signore di Rignano
Onorio Savelli, VII signore di Rignano (Roma, prima del 1540 – Roma, 1607), è stato un nobile e criminale italiano.

## Biografia

### I primi anni
Onorio Savelli nacque a Roma prima del 1540, figlio di Paolo, VI signore di Rignano, e di sua moglie, Dianora Orsini. Pochissimo si sa della sua infanzia, ad eccezione del fatto che decise ancora giovanissimo di intraprendere la carriera militare e che nel 1540 accompagnò Ottavio Farnese alla presa di possesso del suo feudo di Camerino.
Combatté in seguito nella guerra di Siena schierandosi a sostegno di Cosimo de' Medici col quale mantenne anche in seguito rapporti di stretta amicizia. Nel dicembre del 1555, seguì il cardinale Cristoforo Madruzzo a Milano dove questi era stato nominato governatore.
Come feudatario, succedette al padre alla sua morte nel 1545, ma fu un pessimo amministratore: nello stesso anno della sua successione ai beni del genitori, la città di Aspra decise di ribellarsi per le eccessive imposte, rivolgendosi al papa tramite il vescovo di Rieti, Mario Aligeri, ed il cardinale Alessandro Farnese. Il commissario pontificio in seguito inviato sul posto, non solo confermò quanto esposto dagli abitanti ma venne a conoscenza anche di numerosi "eccessi" quali omicidi e saccheggi (anche a danni di conventi e comunità religiose) avvenuti anche in altri feudi di proprietà dei Savelli.

### Il processo e le accuse
Dal 1560 venne istituito un processo contro Onorio che venne accusato di furto, rapina, stupro, furto di bestiame, violenze, omicidi, eresia, connivenza coi banditi locali, tradimento. Venne anche accusato di aver diffuso nei propri feudi "il contagio della peste lutherana", ovvero di aver diffuso il protestantesimo nella terra dello Stato della Chiesa, di cui si era convinto negli anni di permanenza in Germania ed a Trento a seguito del Madruzzo, che pure ne era rimasto estraneo e che anzi non appena seppe della notizia si schierò immediatamente a favore del Savelli.
Alla conclusione del processo nel 1562, Onorio venne infine condannato all'esilio ed alla confisca di tutti i suoi beni. Tuttavia, già pochi anni dopo, gli riuscì di recuperare i diritti feudali su Aspra. Ne uscirono punite anche le comunità locali per aver sottaciuto nel tempo ai crimini del loro signore ed essersene quindi rese implicitamente corree.
Vi era poi la questione che nel frattempo Onorio, dopo essere rimasto vedovo della prima moglie, Camilla Orsini, aveva sposato una giovane fanciulla della sua casata, Giulia Savelli, la quale però era stata in seguito dai parenti rinchiusa nel monastero di Tor de' Specchi perché questo suo matrimonio, celebrato segretamente con l'uomo che amava, contraddiceva il testamento della madre, Costanza Bentivoglio, che aveva invece predisposto un suo matrimonio con Troilo Savelli. Il cardinale Giacomo Savelli, fratello di Giulia, non desiderava che la sorella finisse a legarsi ad Onorio che era risultato un personaggio discutibile, per quanto lei dichiarasse di amarlo. Per questo motivo il cardinale emanò una sentenza di nullità del matrimonio tra i due e mantenne la sorella in convento. Quando Onorio minacciò di risolvere la questione coi suoi metodi, il cardinale Savelli fece intervenire Pio V il quale nel 1566 confiscò altri beni ai Savelli di Rignano.

### Gli ultimi anni
Nel gennaio del 1568, ad ogni modo, il pontefice ritenne che i diritti ed i possessi feudali di Onorio potessero essere concessi a suo figlio Lucio, il quale divenne così VIII signore di Rignano e degli altri feudi della sua casata.
Nel frattempo le accuse a Onorio Savelli continuavano senza sosta e per questo motivo, nel 1568, egli decise volontariamente di confessare i propri errori e di abiurare ufficialmente ai propri peccati. Pio V, che era sostanzialmente riuscito nell'intento di rendere innocuo il Savelli e le sue scorribande, decise di acconsentire a questa sconfessione e lo obbligò inoltre alla multa di 1000 scudi d'oro, permettendogli di rientrare a Roma, ma ammonendolo dall'occuparsi oltre della vita politica, militare e sociale del paese.
Onorio morì a Roma nel 1607.

## Albero genealogico
|                                        |                                               |                                               | Genitori                                    |  |  | Nonni |  |  | Bisnonni                                |  |  | Trisnonni                                        |  |
|                                        |                                               |                                               |                                             |  |  |       |  |  | Pandolfo Savelli, IV signore di Rignano |  |  | Giovanni Battista Savelli, II signore di Rignano |  |
|                                        |                                               |                                               |                                             |  |  |       |  |  | Pandolfo Savelli, IV signore di Rignano |  |  | Giovanni Battista Savelli, II signore di Rignano |  |
|                                        |                                               | Girolama da Varano                            |                                             |  |  |       |  |  | Pandolfo Savelli, IV signore di Rignano |  |  |                                                  |  |
| Luca Savelli, V signore di Rignano     |                                               |                                               |                                             |  |  |       |  |  | Pandolfo Savelli, IV signore di Rignano |  |  |                                                  |  |
|                                        |                                               | …                                             | …                                           |  |  |       |  |  |                                         |  |  |                                                  |  |
|                                        |                                               | …                                             | …                                           |  |  |       |  |  |                                         |  |  |                                                  |  |
|                                        |                                               | …                                             | …                                           |  |  |       |  |  |                                         |  |  |                                                  |  |
| Paolo Savelli, VI signore di Rignano   |                                               | …                                             |                                             |  |  |       |  |  |                                         |  |  |                                                  |  |
|                                        |                                               | Ludovico Orsini, nobile romano                | Aldobrandino II Orsini, conte di Pitigliano |  |  |       |  |  |                                         |  |  |                                                  |  |
|                                        |                                               | Ludovico Orsini, nobile romano                | Aldobrandino II Orsini, conte di Pitigliano |  |  |       |  |  |                                         |  |  |                                                  |  |
|                                        |                                               | Ludovico Orsini, nobile romano                | Bartolomea Orsini                           |  |  |       |  |  |                                         |  |  |                                                  |  |
| Donata Orsini                          |                                               | Ludovico Orsini, nobile romano                |                                             |  |  |       |  |  |                                         |  |  |                                                  |  |
|                                        |                                               | Simona ?                                      | …                                           |  |  |       |  |  |                                         |  |  |                                                  |  |
|                                        |                                               | Simona ?                                      | …                                           |  |  |       |  |  |                                         |  |  |                                                  |  |
|                                        |                                               | Simona ?                                      | …                                           |  |  |       |  |  |                                         |  |  |                                                  |  |
| Onorio Savelli, VII signore di Rignano |                                               | Simona ?                                      |                                             |  |  |       |  |  |                                         |  |  |                                                  |  |
|                                        | Aldobrandino II Orsini, V conte di Pitigliano | Niccolò Orsini, IV conte di Pitigliano        |                                             |  |  |       |  |  |                                         |  |  |                                                  |  |
|                                        | Aldobrandino II Orsini, V conte di Pitigliano | Niccolò Orsini, IV conte di Pitigliano        |                                             |  |  |       |  |  |                                         |  |  |                                                  |  |
|                                        | Aldobrandino II Orsini, V conte di Pitigliano | Luigia Orsini                                 |                                             |  |  |       |  |  |                                         |  |  |                                                  |  |
| Niccolò Orsini, VI conte di Pitigliano | Aldobrandino II Orsini, V conte di Pitigliano |                                               |                                             |  |  |       |  |  |                                         |  |  |                                                  |  |
|                                        |                                               | Bartolomea Orsini                             | Carlo Orsini, I signore di Bracciano        |  |  |       |  |  |                                         |  |  |                                                  |  |
|                                        |                                               | Bartolomea Orsini                             | Carlo Orsini, I signore di Bracciano        |  |  |       |  |  |                                         |  |  |                                                  |  |
|                                        |                                               | Bartolomea Orsini                             | Paola Girolama Orsini di Tagliacozzo        |  |  |       |  |  |                                         |  |  |                                                  |  |
| Dianora Orsini                         |                                               | Bartolomea Orsini                             |                                             |  |  |       |  |  |                                         |  |  |                                                  |  |
|                                        |                                               | Giovanni Conti, signore di Ragogna nel Friuli | Alto Conti                                  |  |  |       |  |  |                                         |  |  |                                                  |  |
|                                        |                                               | Giovanni Conti, signore di Ragogna nel Friuli | Alto Conti                                  |  |  |       |  |  |                                         |  |  |                                                  |  |
|                                        |                                               | Giovanni Conti, signore di Ragogna nel Friuli | …                                           |  |  |       |  |  |                                         |  |  |                                                  |  |
| Elena Conti                            |                                               | Giovanni Conti, signore di Ragogna nel Friuli |                                             |  |  |       |  |  |                                         |  |  |                                                  |  |
|                                        |                                               | Caterina Farnese                              | Ranuccio Farnese il Vecchio                 |  |  |       |  |  |                                         |  |  |                                                  |  |
|                                        |                                               | Caterina Farnese                              | Ranuccio Farnese il Vecchio                 |  |  |       |  |  |                                         |  |  |                                                  |  |
|                                        |                                               | Caterina Farnese                              | Agnese Monaldeschi della Cervara            |  |  |       |  |  |                                         |  |  |                                                  |  |
|                                        |                                               | Caterina Farnese                              |                                             |  |  |       |  |  |                                         |  |  |                                                  |  |